# WPS

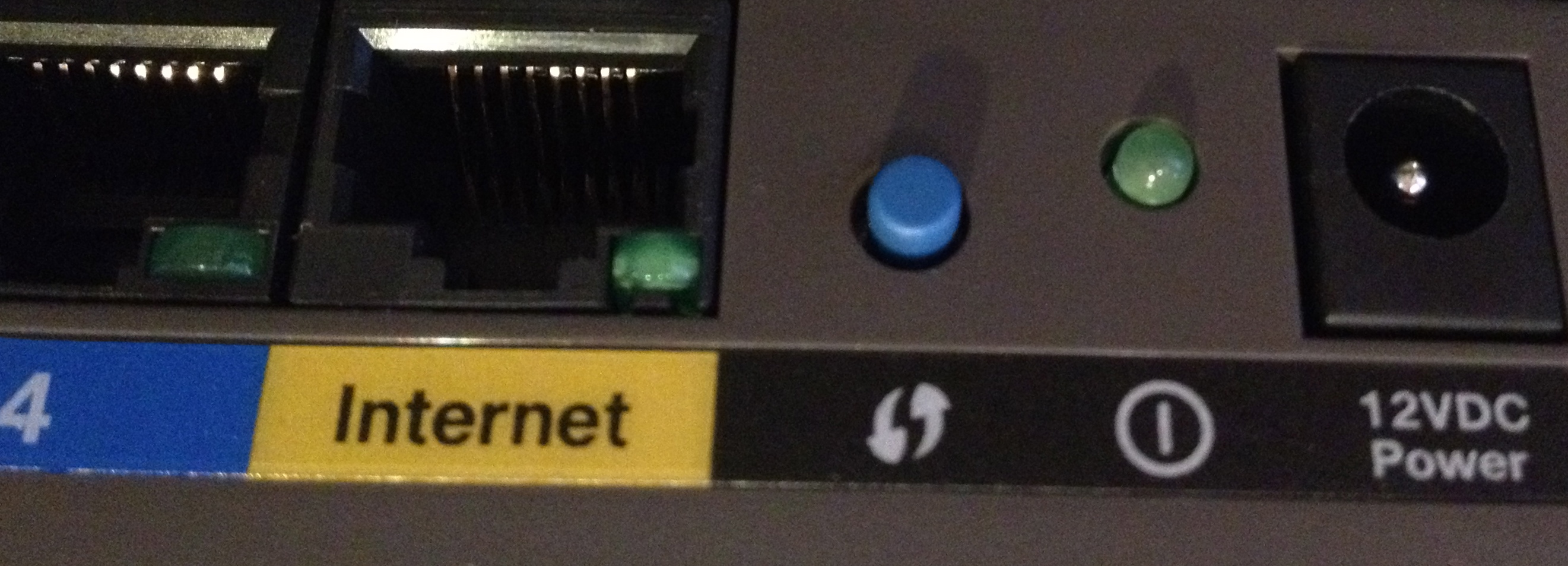
Nút WPS (nẵm giữa, màu xanh) trên Wireless router.

Wi-Fi Protected Setup (WPS; originally Wi-Fi Simple Config) là một chuẩn an ninh mạng để tạo an toàn cho mạng không dây gia đình. Được tạo ra bởi Wi-Fi Alliance và được giới thiệu vào năm 2006. Hiện nay, hầu như trên các Wireless router điều có tính năng WPS.